# Medeopteryx sublustris
Medeopteryx sublustris (лат.) — вид жуков-светляков из подсемейства Luciolinae (Lampyridae). Новая Гвинея. Видовое название характеризует особенность свечения, когда невооруженным глазом второй компонент двойной вспышки не виден (sublustris = слабый блеск, мерцание).

## Описание
Длина тела около 1 см (6,5–7,3 мм). Пронотум оранжевый с заострёнными широкими краями, надкрылья тёмные, основная окраска коричневая; вершины надкрылий острые; светящийся орган LO полностью в брюшном вентрите V7. Развит клипеолабральный шов, лабрум слабо склеротизированный, подвижный; заднебоковые углы пронотума округлые; вентрит V7 трёхвыемчатый; брюшные вентриты с изогнутыми задними краями.

## Классификация
Вид Medeopteryx sublustris был впервые описан в 1987 году под названием Pteroptyx sublustris Ballantyne, 1987, а его валидный статус подтверждён в ходе ревизии, проведённой в 2013 году австралийскими энтомологами Лэсли Баллантайн (Lesley A. Ballantyne; School of Agricultural and Wine Sciences, Charles Sturt University, Уогга-Уогга, Австралия) и Кристин Ламбкин (Christine L. Lambkin; Queensland Museum, Брисбен, Австралия), когда он был перенесён из рода Pteroptyx в состав рода Medeopteryx. Сходен с таксоном Medeopteryx similisantennata.